# Stanley Williams
Stanley Tookie Williams (New Orleans (Louisiana), 29 december 1953 – San Quentin (Californië), 13 december 2005) was een Amerikaans bendeleider, en later schrijver van kinderboeken.

## Levensloop
Williams sloot zich in 1971 aan bij de Crips, een bende in Los Angeles die enkele jaren eerder was opgericht door Raymond Washington. Naar eigen zeggen was de bende bedoeld als een middel om andere bendes te bestrijden en de buurt hiervan vrij te houden.
In 1981 werd hij veroordeeld tot de doodstraf voor vier moorden, die hij gepleegd zou hebben in 1979 bij twee overvallen. Alhoewel Williams volhield onschuldig te zijn, kwamen onderzoeksrechters niet tot de conclusie dat er reden was voor heropening van zijn proces.
In de jaren tachtig en vroege jaren negentig bracht Williams in totaal 6,5 jaar door in eenzame opsluiting, na herhaalde aanvallen op bewakers en medegedetineerden. Het laatste incident was in juli 1993: een massaal gevecht in de doucheruimte, waar Williams bij betrokken was. Na 1993 was hij niet meer betrokken bij incidenten, en in 2004, bij de behandeling van zijn eerste gratieverzoek, werd Williams gecomplimenteerd door de gevangenisdirectie voor zijn voorbeeldig gedrag in de afgelopen tien jaren.
Vanaf 1993 was Williams auteur van diverse kinderboeken waarin hij stelling nam tegen geweld en het bendeleven. Op zijn website bood hij in 1997 excuses aan voor zijn bendelidmaatschap, en in 2004 was hij betrokken bij het tot stand komen van een vredesverdrag tussen de Bloods en de Crips, wat het einde betekende van een van de bloedigste bendeoorlogen uit de Amerikaanse geschiedenis. Williams werd vervolgens meermalen genomineerd voor de Nobelprijs voor de Vrede.
Nadat diverse verzoeken om het proces te heropenen door de rechtbank waren afgewezen, werd in 2005 gratie gevraagd bij toenmalig gouverneur Arnold Schwarzenegger van Californië. Duizenden mensen tekenden online een petitie van die strekking, en diverse bekendheden als Snoop Dogg, Jamie Foxx en dominee Jesse Jackson sprongen voor hem in de bres.
De basis voor het verzoek was Williams' afkeren van zijn verleden, en dit kon - aldus Schwarzenegger - niet los worden gezien van het feit dat Williams volhield onschuldig te zijn. Bovendien was het bewijs in de zaak voldoende voor de veroordeling, en waren gerapporteerde onregelmatigheden in de rechtsgang meerdere malen door onderzoeksrechters onderzocht. Bovendien weigerde Williams berouw te tonen aan de nabestaanden van de slachtoffers - vanwege zijn ontkenning betrokken te zijn. Zonder dat berouw zag Schwarzenegger geen volledig afkeren van het criminele verleden, en zou dit een holle frase kunnen zijn. Op basis van een "totaal aan omstandigheden" zag Schwarzenegger geen reden om op het gratieverzoek in te gaan.
Stanley Williams werd op 13 december 2005, even na middernacht plaatselijke tijd (omstreeks negen uur 's ochtends Nederlandse tijd), via een dodelijke injectie op bijna 52-jarige leeftijd ter dood gebracht. Bij een herdenkingsdienst op 20 december daaropvolgend waren meer dan 2000 mensen aanwezig.

## Film
Over het leven van "Tookie" werd in 2004 een film gemaakt: Redemption.
- Gemeinsame Normdatei: 1214765785
- International Standard Name Identifier: 0000 0000 3172 8150
- Library of Congress Control Number: n95118573
- Nationale Bibliotheek van Polen: a0000003588405
- Virtual International Authority File: 60801611
- WorldCat: E39PBJtMm9cwhJP7hKhJ4TWVYP